# Live Lounge
Live Lounge - segment brytyjskiej stacji radiowej BBC Radio 1. Jego prowadzącą od 2009 do 2015 była Fearne Cotton. Obecnie Live Lounge prowadzi Clara Amfo. Sam program składa się z występów znanych artystów, którzy zazwyczaj wykonują akustycznie jedną piosenkę z własnego repertuaru oraz jeden cover. Live Lounge to w rzeczywistości nazwa pomieszczenia w studiach Radio 1, z którego nadawana jest część koncertów. Jednak z powodu względnie małej powierzchni wielu muzyków nagrywa swoje występy w studiach BBC, Maida Vale Studios.
Utwory wybierane jako covery reprezentują często zupełnie inne gatunki od tych, które wykonują dani artyści w rzeczywistości. Dzięki temu Jamie Cullum po tym, jak wykonał w ramach Live Lounge utwór "Frontin'" Pharrella, podpisał umowę z jego wytwórnią Star Trak.
16 października 2006 roku ukazał się pierwszy album Live Lounge, Radio 1's Live Lounge, który uplasował się na szczycie notowania albumów kompilacyjnych w Wielkiej Brytanii. 22 października 2007 roku wydana została jego kontynuacja Radio 1's Live Lounge – Volume 2. Następne płyty z serii: Radio 1's Live Lounge - Volume 3 i Radio 1's Live Lounge - Volume 4 ukazały się kolejno: 20 października 2008 roku i 26 października 2009 roku.